# Leo Anchóriz
Leo Anchóriz, né Leopoldo Anchóriz Fustel, à Almería le 22 septembre 1932, mort à Madrid le 17 février 1987, est un acteur, scénariste et directeur artistique espagnol.

## Biographie
Leopoldo utilise toujours dans ses films son nom de scène, Leo Anchóriz, quelquefois anglicisé en Leo Anchoris.
Il épouse Maria Callejon en 1965. Il est un grand ami de José María Forqué et de  Jaime de Armiñán, avec lesquels il collabore dans plusieurs films, tant comme acteur que comme scénariste.

## Filmographie partielle

### Comme acteur
- 1961 : Le Gladiateur invincible (Il gladiatore invincibile), d'Alberto De Martino et Antonio Momplet : Rabirio
- 1962 : Héros sans retour (Marcia o crepa), de Frank Wisbar : Garcia
- 1962 : Le Manoir de la terreur (Horror) d'Alberto De Martino : docteur LaRouche
- 1962 : Le Balcon de la lune (es) (El balcón de la Luna), musical de Luis Saslavsky
- 1963 : Persée l'invincible (Perseo l'invincibile), d'Alberto De Martino : Galenore
- 1963 : Casablanca, nid d'espions (Noches de Casablanca), de Henri Decoin : Lucien
- 1963 : Couple interdit (El juego de la verdad), de José María Forqué
- 1963 : Sandokan, le tigre de Bornéo (Sandokan, la tigre di Mompracem, d'Umberto Lenzi : Lord Guillonk
- 1964 : Les Pirates de Malaisie (I pirati della Malesia), d'Umberto Lenzi : James Brooke
- 1965 : Le Chemin de l'or (Finger on the Trigger), de Sidney W. Pink : Ed Bannister
- 1965 : Humour noir (Umorismo in nero), de Claude Autant-Lara, José María Forqué, Giancarlo Zagni : Gayton dans Miss Wilma (La mandrilla)
- 1966 : Sept Écossais du Texas (7 pistole per i MacGregor), de Franco Giraldi : Santillana
- 1967 : Sept Écossais explosent (7 donne per i MacGregor), de Franco Giraldi : Maldonado
- 1968 : Aujourd'hui ma peau, demain la tienne (I tre che sconvolsero il West (Vado, vedo e sparo)), d'Enzo G. Castellari : Garrito
- 1968 : Tuez-les tous... et revenez seul ! (Ammazzali tutti e torna solo), d'Enzo G. Castellari : Deker
- 1969 : Les Quatre Desperados (Los desesperados), de Julio Buchs : un moine
- 1970 : O Cangaceiro, de Giovanni Fago : Colonel Minas
- 1972 : Mais qu'est-ce que je viens foutre au milieu de cette révolution ? (Che c'entriamo noi con la rivoluzione?), de Sergio Corbucci : Carrasco
- 1973 : Les rangers défient les karatékas (Tutti per uno botte per tutti), de Bruno Corbucci : Aramirez
- 1975 : Dites-le avec des oignons (Cipolla Colt), d'Enzo G. Castellari : shérif

### Comme scénariste
- 1969 : Carola de día, Carola de noche (es), de Jaime de Armiñán
- 1976 : La petición (es) de Pilar Miró

### Comme directeur artistique
- 1972 : La cera virgen (es), un musical de José María Forqué
- 1974 : Le Pervers (No es nada, mamá, sólo un juego), de José María Forqué